# SK Lacrosse Jižní Město
SK Lacrosse Jižní Město je pražský mužský i ženský lakrosový sportovní klub. Od roku 1987 hrají nejvyšší domácí soutěž v boxlakrosu - NBLL. Od roku 1992 hrají také nejvyšší domácí soutěž ve fieldlakrosu - NFLL. Klub sídlí a hraje svá domácí utkání na Jižním městě a je registrován jako občanské sdružení.

## Historie
Klub byl založen v roce 1989 jako sportovní oddíl pro děti od 6 let až po dospělé. Za dobu fungování oddílu jeho řadami prošlo téměř tisíc členů. Klub působí na Jižním městě na školách ZŠ Květnového vítězství 1554, ZŠ Mendelova 550, Pošepného nám. ale i na Praze 10 – ve Vršovicích či v Letňanech:  věnuje se hlavně lakrosu a jeho bezkontaktní verzi interkros. V roce 1991 vstoupil do nejvyšší boxlakrosové domácí soutěže - NBLL. V následujícím roce 1992 klub vstoupil také do první sezony nejvyšší domácí fieldlakrosové soutěže - NFLL, kterou vyhrál. V následujících letech klub NFLL vyhrál ještě sedmkrát a je tak v této soutěži nejúspěšnějším českým týmem.

## Týmy a soutěže
- Muži - Národní boxlakrosová liga, Národní fieldlakrosová liga
- Ženy - Národní Liga Ženského Lakrosu
- Děti - Juniorská boxlakrosová Liga, Dětská interkrosová liga